# 民主民族联盟
民主民族联盟是斯里兰卡的一个已不存在的政党联盟，它成立于2009年11月22日。该联盟成立的主要推动因素是2010年斯里兰卡议会选举。该联盟的总部设在科伦坡。该联盟由人民解放阵线、民主民族阵线、民主联合民族阵线、人民泰米尔大会和穆斯林之声组织等5个政党组成。